# حزب التوحيد العربي
حزب التوحيد العربي، هو حزب سياسي في لبنان، أسسه الوزير السابق والنائب وئام وهاب في 26 مايو 2006. وهو جزء من تحالف 8 آذار. ينتمي أغلب أعضائه إلى الطائفة الدرزية مثل منافسيه الحزب الديمقراطي اللبناني والحزب التقدمي الاشتراكي.
تأسس الحزب في الأصل باسم “تيّار التوحيد اللبناني” في 26 مايو 2006. يذكر أن مرشحي التيار خسروا أمام مرشحي الحزب الديمقراطي اللبناني والحزب التقدمي الاشتراكي في انتخابات 2009.[بحاجة لمصدر]

## الوصلات الخارجية
- الموقع الرسمي لتيار التوحيد اللبناني